# جاكوب بورنس (محامي)
جاكوب بورنس (بالإنجليزية: Jacob Burns)‏ هو محامي أمريكي، ولد في 1902، وتوفي في 1993.